# Başyayla
Başyayla ist eine Stadt und ein Landkreis der türkischen Provinz Karaman.
Nahe Başyayla lag die antike Stadt Lauzados, von der nur spärliche Reste erhalten sind.

## Stadt
Die Stadt liegt etwa 67 Kilometer Luftlinie südwestlich der Provinzhauptstadt Karaman (164 Straßenkilometer). Nördlich der Stadt liegt der Berg Turansah Dağı. 1967 wurde der Ort zu einer Belediye (Stadtgemeinde) erhoben, erkenntlich auch am Stadtwappen/Stadtlogo mit den zwei Kirschen. Die kleinste Stadt der Provinz beherbergt 54,7 % der Landkreisbevölkerung und ist in fünf Stadtviertel (mit durchschnittlich 395 Einw.) unterteilt.

## Landkreis
Der kleinste Landkreis der Provinz liegt im Südwesten selbiger. Er grenzt im Norden an die Provinz Konya (Kreis Taşkent), im Südosten an den Landkreis Ermenek und im Südwesten an den Landkreis Sarıveliler.
Der Kreis wurde 1990 durch das Gesetz Nr. 3644 gebildet. Hierbei wurde vom Kreis Ermenek der komplette Bucak Tepebaşı (VZ 1985: 8 Dörfer mit 7.026 Einw. und die Belediye Başyayla mit 3.005 Einw.) ausgegliedert und zum neue Kreis transformiert. Die erste Zählung nach der Gebietsreform (Oktober 1990) brachte für den neuen Kreis 8.155 Einwohner, davon 5.514 in der Kreisstadt.
Ende 2020 besteht der Kreis neben der Kreisstadt aus vier Dörfern: Büyükkarapınar (545), Kışlaköy (518), Üzümlü (435) und Bozyaka (137 Einw.). Die Dörfer wechselten 2014 vom Tepebaşı Bucağı (=Bucak) in den Merkez Bucağı. 2017 wurden die Bucaks aufgelöst.

## Bevölkerung

### Ergebnisse der Bevölkerungsfortschreibung
Die nachfolgende Tabelle zeigt den vergleichenden Bevölkerungsstand am Jahresende für die Provinz Karaman, den Landkreis und die Stadt Başyayla sowie deren jeweiligen Anteil an der übergeordneten Verwaltungsebene. Die Zahlen basieren auf dem 2007 eingeführten adressbasierten Einwohnerregister (ADNKS). Die letzten beiden Wertzeilen entstammen Volkszählungsergebnissen.

| Jahr | Provinz | Landkreis | Landkreis | Stadt | Stadt |
| Jahr | abs.    | %         | abs.      | %     | abs.  |
| ---- | ------- | --------- | --------- | ----- | ----- |
| 2020 | 254.919 | 1,42      | 3.608     | 54,68 | 1.973 |
| 2019 | 253.279 | 1,44      | 3.650     | 56,66 | 2.068 |
| 2018 | 251.913 | 1,48      | 3.717     | 52,70 | 1.959 |
| 2017 | 246.672 | 1,48      | 3.651     | 53,57 | 1.956 |
| 2016 | 245.610 | 1,49      | 3.662     | 51,97 | 1.903 |
| 2015 | 242.196 | 1,53      | 3.706     | 50,13 | 1.858 |
| 2014 | 240.362 | 1,61      | 3.861     | 49,81 | 1.923 |
| 2013 | 237.939 | 1,72      | 4.102     | 50,73 | 2.081 |
| 2012 | 235.424 | 1,79      | 4.208     | 51,31 | 2.159 |
| 2011 | 234.005 | 1,92      | 4.497     | 52,88 | 2.378 |
| 2010 | 232.633 | 2,01      | 4.665     | 53,89 | 2.514 |
| 2009 | 231.872 | 2,10      | 4.858     | 54,82 | 2.663 |
| 2008 | 230.145 | 2,21      | 5.087     | 56,16 | 2.857 |
| 2007 | 226.049 | 2,42      | 5.465     | 59,45 | 3.249 |
| 2000 | 243.210 | 3,35      | 8.155     | 67,61 | 5.514 |
| 1997 | 224.303 | 3,18      | 7.142     | 65,36 | 4.668 |